# Crystallographic Information File
Crystallographic Information File, CIF – standardowy format pliku tekstowego, służący do zapisu danych krystalograficznych, określony przez Międzynarodową Unii Krystalografii (IUCr).
Format pliku został opublikowany w 1991 roku przez Halla, Allena i Browna i od tego czasu jest rozwijany. Pełna specyfikacja formatu dostępna jest na stronie internetowej IUCr.
Z formatem CIF kompatybilnych jest wiele programów komputerowych służących do wizualizacji cząsteczek.